# Emigdio Patricio Solano Espinosa
Emigdio Patricio Solano Espinosa (San Jacinto, Estado Federal de Bolívar, Colombia, 17 de marzo de 1851-Santa Marta, Departamento de Magdalena, Colombia, 8 de abril de 1931) fue un militar colombiano.

## Biografía
Emigdio Patricio Solano Espinosa nació en San Jacinto el 17 de marzo de 1851. Sus padres fueron Pablo María Solano y Nicolasa Espinosa. Tuvo 9 hijos: Carlos Emigdio Solano García (1875-1902), Miguel Jorge Solano García (1877-1902), Cora Nicolasa Solano García (1879-), Manuel Joaquín Solano García (1881-1949), Rosalía de las Mercedes Solano García (1883-1967), Nicolás Simón Solano García (1882-1970), Isabel Solano García (1897-1988), Felipe Francisco Solano García (1898-), Antonio Alberto Solano García (1899-1954). Falleció en Santa Marta el 8 de abril de 1931.

## Guerra civil de 1885
El 9 de junio de 1885 es nombrado gobernador civil y militar de la Provincia del Carmen. El 13 de julio de 1895, se nombra al general Emigdio P. Solano, como intendente de los Ejércitos del Caribe Colombiano.
El 8 de octubre de 1885 se le confiere el empleo de teniente coronel efectivo de la Guardia Colombiana.

## Guerra de los Mil Días
El 31 de enero de 1901 se organiza un batallón de infantería que se denomina Próspero Pinzón y el coronel Emigdio P. Solano es llamado a servicio activo en la Provincia del Carmen y se nombra como primer jefe de batallón.
El 4 de marzo de 1902 Emigdio Solano da reporte al General Joaquín F. Vélez, Generales Tovar y Jefe de Estado Mayor de Barranquilla resumiendo el ataque a la población de San Jacinto. Relata “Ayer a las 10:30 asaltada la guarnición de San Jacinto, por 800 hombres más o menos, y los cuarenta muchachos que la componían resistieron hasta agotar la última cápsula; tomados los dos cuarteles a machete y bayoneta, perecieron casi todos. No he podido obtener detalles, pues los 35 hombres que les envié en auxilio no pudieron llegar, porque los asaltantes tomaron camino para esta plaza inmediatamente paso la carnicería y después de haber reducido a cenizas la población. El enemigo se presentó a las 5 p.m. y desde esta hora se trabó reñido combate, hasta las 6 a.m. de hoy, en que dispuse la salida de tres guerrillas que los puso en vergonzosa fuga, desalojándolos de todas las posiciones que ocupaban.” En este combate murió su hermano Romeo y su hijo Carlos y una partida de sus amigos entre los cuales se encontraba Carlos Manrique.